# Eugene Fama
Eugene "Gene" Francis Fama  (Boston, 14 de fevereiro de 1939) é um economista dos Estados Unidos. Conhecido pela suas contribuições teóricas e empíricas em teoria do portfólio e precificação de ativos. Foi laureado com o Prémio de Ciências Económicas em Memória de Alfred Nobel de 2013, juntamente com Lars Peter Hansen e Robert Shiller.

## Carreira
Fama obteve o seu curso de licenciatura na França pela Universidade Tufts, em 1960 e seu MBA e doutorado na Booth School of Business da Universidade de Chicago em economia e finanças; seu orientador de doutoramento foi Benoît Mandelbrot. Ele passou toda a sua carreira docente na Universidade de Chicago.
Sua tese de doutorado, que concluiu que os movimentos do preço das ações são imprevisíveis e seguem um passeio aleatório, foi publicada na edição de janeiro de 1965 do Journal of Business, intitulado "O Comportamento dos Preços de Ações" (The Behavior of Stock Market Prices). Esse trabalho foi posteriormente reescrito em um artigo menos técnico, "Random Walks nos preços do mercado de ações" (Random Walks In Stock Market Prices), que foi publicado no Financial Analysts Journal em 1965 e Institutional Investor, em 1968.
Seu artigo "O ajustamento dos preços das ações à nova informação" (The Adjustment of Stock Prices to New Information), no International Economic Review, 1969 (com vários co-autores), foi o primeiro estudo de evento que procurou analisar como as cotações de ações respondem a um evento, utilizando os dados do então recentemente criado base de dados CRSP (Center for Research in Securities Prices).